# Sunderland A.F.C.
Sunderland Association Football Club engleski je nogometni klub sa sjedištem u gradu Sunderlandu, Tyne and Wear. Trenutačno se natječe u Championshipu, drugom rangu engleskog nogometa.
Osnovan 1879. godine, klub je osvojio šest naslova prvaka u najvišem rangu (1892., 1893., 1895., 1902., 1913. i 1936.) u First Divisionu, te je pet puta završio kao viceprvak. Klub je također dvaput osvojio FA kup (1937. i 1973.) te je dva puta bio viceprvak (1913. i 1992.), kao i osvajač FA Charity Shielda 1936., te finalist sljedeće godine. Sunderland je bio i finalist Liga kupa 1985. i 2014. godine.
Pod nadimkom "Crne mačke", Sunderland igra svoje domaće utakmice na stadionu Stadium of Light s kapacitetom od 49.000 sjedećih mjesta, nakon preseljenja s Roker Parka 1997. godine. Izvorni kapacitet stadiona bio je 42.000, a povećan je na 49.000 nakon proširenja 2000. godine. Klub ima dugogodišnje rivalstvo s obližnjim klubom Newcastle United, s kojim igra derbi Tyne-Wear od 1898. godine. Klub gotovo cijelu svoju povijest igra u crveno-bijelim prugastim dresovima i crnim hlačicama.

## Uspjesi

### Lige
Prva liga: 
- Prvak: 1891./92.1, 1892./93.2, 1894./95.2, 1901./02.2, 1912./13.2, 1935./36.2
- Drugi (5): 1893./94.,2 1897./98.,2 1900./01.,2 1922./23.,2 1934./35.2

 1 The Football League; 2 Football League First Division 
Druga liga:
- Prvak (5): 1975./76.,1 1995./96.,2 1998./99.,2 2004./05.,3 2006./07.3
- Drugi (2): 1963./64.,1 1979./80.1

 1 Football League Second Division; 2 Football League Division One; 3 Championship 
Treća liga:
- Prvak (1): 1987./88.1

 1 Football League Third Division 

### Kupovi
FA kup:
- Pobjednik (2): 1937., 1973.
- Finalist (2): 1913., 1992.

Charity Shield / FA Community Shield:
- Pobjednik (1): 1936.
- Finalist (1): 1937.

Liga kup:
- Finalist (1): 1985.

Sheriff of London Charity Shield:
- Pobjednik (1): 1903.

Football League War Cup:
- Finalist (1): 1942.

## Vanjske poveznice
- Službena stranica